# 18060 Zarex
18060 Zarex este o planetă minoră (asteroid), cu un diametru de 36,431 km, din Asteroid troian al lui Jupiter. A fost descoperită pe 8 decembrie 1999 la Experimental Test Site⁠(d) de Lincoln Near-Earth Asteroid Research și a fost numită după Zarex⁠(d). 
Obiectul prezintă o orbită caracterizată de o semiaxă mare de 5,128565 UAi, o excentricitate de 0,06, o înclinație de 6,63807 ° în raport cu ecliptica.